# Oettingen in Bayern
Oettingen in Bayern é uma cidade da Alemanha, localizado no distrito de Donau-Ries, no estado de Baviera.